# Richard Descoings
Richard Jean Marc Descoings (ur. 23 czerwca 1958 w Paryżu, zm. 3 kwietnia 2012 w Nowym Jorku) – francuski wysoki urzędnik państwowy, członek Rady Stanu, od 1996 do swojej śmierci – dyrektor paryskiego Instytutu Nauk Politycznych (Sciences Po) oraz administrator Fondation nationale des sciences politiques (Krajowej fundacji na rzecz nauk politycznych). 

## Życiorys
Descoings pochodził z rodziny kalwinistycznej o korzeniach szwajcarskich. Urodził się w Paryżu, jego ojciec był lekarzem, a matka zajmowała wysokie stanowisko w firmie farmaceutycznej. W latach 1977–1980 był uczniem w Instytucie Nauk Politycznych, a następnie uczniem École nationale d'administration (1983–1985, promocja: Léonard-de-Vinci).
W 2004 ożenił się z Nadią Marik – ówczesną wicedyrektorką Instytutu Nauk Politycznych.
Descoings zmarł niespodziewanie w pokoju hotelowym w Nowym Yorku, gdzie przebywał z okazji konferencji skupiającej rektorów uniwersytetów na Uniwersytecie Columbia. Przyczyną jego śmierci był atak serca.

### DyrekcjaSciences-Po
Jako dyrektor Sciences Po, Descoings wprowadził wiele istotnych zmian w tej prestiżowej instytucji; mimo kontrowersji, sprawiły one, że był wielokrotnie proszony o ekspertyzy dotyczące ewentualnych reform szkolnictwa. 
Od 2001 wprowadził do Sciences Po pierwsze (i jak dotąd jedyne) próby tzw. akcji afirmatywnej we Francji (fr. discrimination positive): stworzono osobny egzamin wstępny dla młodych ludzi z tzw. strefy edukacji priorytetowej, mieszczącej się głównie na przedmieściach Paryża i skupiającej osoby społecznie nieuprzywilejowane. Obecnie program ten dotyczy około setki studentów rocznie. Pozwolił on na zwiększenie obecności studentów o pochodzeniu robotniczym (z 1% do 4,5%) oraz których rodzice są zatrudnieni na niskich stanowiskach (z 2% do 7,5%). Od 2013 ma też zniknąć egzamin wstępny z tzw. kultury ogólnej, który faworyzował osoby uprzywilejowane z rodzin inteligenckich. 
Descoings znacznie zwiększył opłaty za studia na kierowanej przez siebie uczelni, zwiększając jednocześnie liczbę stypendystów (z 6% do 25%). Otworzył uczelnię na wpływy zagraniczne; obecnie ma ona 40% studentów zagranicznych, natomiast studenci francuscy muszą, w ramach edukacji, spędzić rok za granicą.